# Estheria tibialis
Estheria tibialis är en tvåvingeart som först beskrevs av Robineau-desvoidy 1830.  Estheria tibialis ingår i släktet Estheria och familjen parasitflugor. Inga underarter finns listade i Catalogue of Life.